# La Bordeta (Barcelona)
La Bordeta es un barrio del distrito de Sants-Montjuïc de la ciudad de Barcelona. El barrio está situado entre el barrio de Sants y el de Santa Eulalia (Hospitalet de Llobregat), en la parte sur del antiguo municipio de Sants.
La accesibilidad al barrio cuenta con diversas líneas de Autobús urbano de Barcelona, y también la parada de Magòria-La Campana de los Ferrocarriles de la Generalidad de Cataluña (FGC).
Cuenta con diferentes servicios como la Sala Flyhard, teatro de pequeño formato especializado en teatro catalán contemporáneo. Escola de Mitjans Audiovisuals de Barcelona (EMAV). Can Batlló, antiguo polígono industrial nacido en el siglo XIX con la fábrica textil Batlló, vive en la actualidad un proceso de reordenación urbanística que supondrá la transformación del espacio industrial en usos residenciales, equipamientos y zonas verdes.